# 中国物流与采购联合会

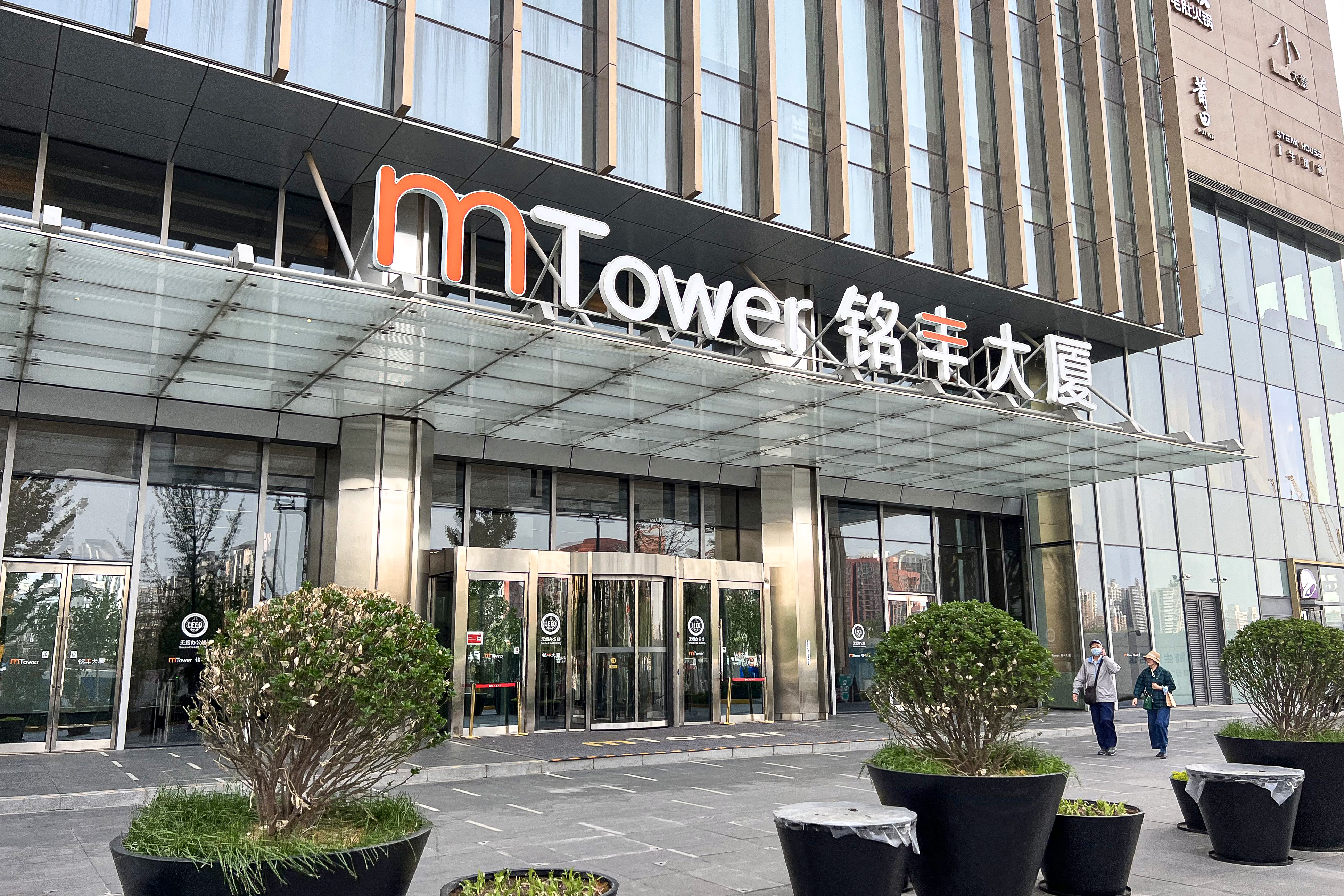
中国物流与采购联合会所在的北京丽泽金融商务区铭丰大厦

中国物流与采购联合会是中华人民共和国物流与采购行业企事业单位、社会团体组成的全国性、非营利性、行业性社会团体，曾由国务院国有资产监督管理委员会主管，2020年8月31日与国资委脱钩。总部位于北京市丰台区丽泽路16号院2号楼铭丰大厦12层。

## 代管组织
- 中国农业机械流通协会